# ライブ・ワイヤー
『ライブ・ワイヤー』（原題：Live Wire）は、1992年制作のアメリカ合衆国のアクション映画。

## あらすじ
アメリカの首都ワシントンD.C.で爆弾テロが発生、上院議員を含む多くの市民が犠牲になった。FBIの爆発物処理専門捜査官ダニーはこの事件の調査に乗り出すが、現場からはいかなる金属も科学物質も発見されず、原因は全く不明という不可解なものであった。さらに数日後、またしても爆弾テロが発生、上院議員が爆殺された。
やがてそれが、胃酸と反応して爆発を引き起こす新種の液体爆弾であること、犯人がラシッド率いる国際テロリスト集団であることが判明する。そしてダニーは彼らの次の標的が、一連の事件の調査委員長を務めるトラヴェレス上院議員だと知り、急ぎトラヴェレスのもとに向かうが…。

## キャスト
- ダニー・オニール：ピアース・ブロスナン
- フランク・トラヴェレス：ロン・シルヴァー
- ミハイル・ラシッド：ベン・クロス
- テリー：リサ・アイルバッハー
- アル・レッド：トニー・プラナ
- ジェームズ・ガーヴィー：アル・ワックスマン
- シェーン・ロジャース：ブレント・ジェニングス
- フィリップ・ベイカー・ホール
- ローレン・ホリー（クレジットなし）[2]